# Simon Fraser, XIV Lord Lovat
Simon Joseph Fraser, XIV Lord Lovat e III barone Lovat (25 novembre 1871 – 18 febbraio 1933) è stato un generale scozzese.

## Biografia
Era il figlio di Simon Fraser, XIII Lord Lovat, e di sua moglie, Alice Mary Weld-Blundell. Educato a Ampleforth e a Oxford, era un membro attivo della squadra di polo dell'Università di Oxford.

## Carriera
Lord Lovat è stato commissionato nel Queen's Own Cameron Highlanders e promosso tenente nel 1890, ma trasferito come tenente nelle 1° Life Guards nel 1894. Nel 1897 si dimette dall'esercito regolare e si unì a un battaglione di volontari del Queen's Own Cameron Highlanders. Nel 1899 è stato il secondo in comando nella guerra in Sudafrica.
Durante la prima guerra mondiale ha comandato la 2° Highland Mounted Brigade e promosso a generale di brigata nel settembre 1914. Nel marzo 1916 ha preso il comando della 4ª Mounted Division e divenne maggiore generale due mesi dopo.
È stato anche presidente della Commissione forestale (1919-1927) e servì come sottosegretario di Stato agli Affari Dominion (1927-1929).

## Matrimonio
Sposò, il 15 ottobre 1910, Laura Lister (12 gennaio 1892-24 marzo 1965), figlia di Thomas Lister, IV barone Ribblestone. Ebbero cinque figli:
- Simon Fraser, XV Lord Lovat (9 luglio 1911-16 marzo 1995);
- Magdalen Mary Charlotte Fraser (1 agosto 1913-27 settembre 1969), sposò John Scott, IV conte di Eldon, ebbero tre figli;
- Hugh Charles Patrick Joseph Fraser (23 gennaio 1918-6 marzo 1984), sposò Lady Antonia Margaret Caroline Pakenham, ebbero sei figli;
- Veronica Fraser (1920-7 gennaio 2005), sposò in prime nozze Alan Phipps, ebbero due figli, e in seconde nozze FitzRoy Maclean, ebbero due figli;
- Mary Diana Rose "Rose" Fraser (15 aprile 1926-31 agosto 1940).

## Morte
Morì il 18 febbraio 1933.

## Ascendenza
|                                  |                 |                                                      | Genitori                                   |  |  | Nonni |  |  | Bisnonni            |  |  | Trisnonni            |  |
|                                  |                 |                                                      |                                            |  |  |       |  |  | 8. Alexander Fraser |  |  | 16. Alexander Fraser |  |
|                                  |                 |                                                      |                                            |  |  |       |  |  | 8. Alexander Fraser |  |  | 16. Alexander Fraser |  |
|                                  |                 | 17. Jean Menzies                                     |                                            |  |  |       |  |  | 8. Alexander Fraser |  |  |                      |  |
| 4. Thomas Fraser, XII lord Lovat |                 |                                                      |                                            |  |  |       |  |  | 8. Alexander Fraser |  |  |                      |  |
|                                  |                 | 9. Amelia Mary Leslie                                | 18. John Leslie                            |  |  |       |  |  |                     |  |  |                      |  |
|                                  |                 | 9. Amelia Mary Leslie                                | 18. John Leslie                            |  |  |       |  |  |                     |  |  |                      |  |
|                                  |                 | 9. Amelia Mary Leslie                                | 19. Violet Dalyell                         |  |  |       |  |  |                     |  |  |                      |  |
| 2. Simon Fraser, XIII lord Lovat |                 | 9. Amelia Mary Leslie                                |                                            |  |  |       |  |  |                     |  |  |                      |  |
|                                  |                 | 10. George Stafford-Jerningham, VIII barone Stafford | 20. William Jerningham, VI baronetto       |  |  |       |  |  |                     |  |  |                      |  |
|                                  |                 | 10. George Stafford-Jerningham, VIII barone Stafford | 20. William Jerningham, VI baronetto       |  |  |       |  |  |                     |  |  |                      |  |
|                                  |                 | 10. George Stafford-Jerningham, VIII barone Stafford | 21. Frances Dillon                         |  |  |       |  |  |                     |  |  |                      |  |
| 5. Charlotte Stafford-Jerningham |                 | 10. George Stafford-Jerningham, VIII barone Stafford |                                            |  |  |       |  |  |                     |  |  |                      |  |
|                                  |                 | 11. Frances Henrietta Sulyarde                       | 22. Edward Sulyarde                        |  |  |       |  |  |                     |  |  |                      |  |
|                                  |                 | 11. Frances Henrietta Sulyarde                       | 22. Edward Sulyarde                        |  |  |       |  |  |                     |  |  |                      |  |
|                                  |                 | 11. Frances Henrietta Sulyarde                       | 23. Susanna Ravenscroft                    |  |  |       |  |  |                     |  |  |                      |  |
| 1. Simon Fraser, XIV lord Lovat  |                 | 11. Frances Henrietta Sulyarde                       |                                            |  |  |       |  |  |                     |  |  |                      |  |
|                                  | 12. Joseph Weld | 24. Thomas Weld                                      |                                            |  |  |       |  |  |                     |  |  |                      |  |
|                                  | 12. Joseph Weld | 24. Thomas Weld                                      |                                            |  |  |       |  |  |                     |  |  |                      |  |
|                                  | 12. Joseph Weld | 25. Mary Stanley-Massey                              |                                            |  |  |       |  |  |                     |  |  |                      |  |
| 6. Thomas Weld-Blundell          | 12. Joseph Weld |                                                      |                                            |  |  |       |  |  |                     |  |  |                      |  |
|                                  |                 | 13. hon. Charlotte Mary Stourton                     | 26. Charles Stourton, XVII barone Stourton |  |  |       |  |  |                     |  |  |                      |  |
|                                  |                 | 13. hon. Charlotte Mary Stourton                     | 26. Charles Stourton, XVII barone Stourton |  |  |       |  |  |                     |  |  |                      |  |
|                                  |                 | 13. hon. Charlotte Mary Stourton                     | 27. hon. Mary Langdale                     |  |  |       |  |  |                     |  |  |                      |  |
| 3. Alice Mary Weld-Blundell      |                 | 13. hon. Charlotte Mary Stourton                     |                                            |  |  |       |  |  |                     |  |  |                      |  |
|                                  |                 | 14. William Vaughan                                  | 28. William Vaughan                        |  |  |       |  |  |                     |  |  |                      |  |
|                                  |                 | 14. William Vaughan                                  | 28. William Vaughan                        |  |  |       |  |  |                     |  |  |                      |  |
|                                  |                 | 14. William Vaughan                                  | 29. Frances Turner                         |  |  |       |  |  |                     |  |  |                      |  |
| 7. Theresa Vaughan               |                 | 14. William Vaughan                                  |                                            |  |  |       |  |  |                     |  |  |                      |  |
|                                  |                 | 15. Teresa Weld                                      | 30. Thomas Weld (= 24)                     |  |  |       |  |  |                     |  |  |                      |  |
|                                  |                 | 15. Teresa Weld                                      | 30. Thomas Weld (= 24)                     |  |  |       |  |  |                     |  |  |                      |  |
|                                  |                 | 15. Teresa Weld                                      | 31. Mary Stanley-Massey (= 25)             |  |  |       |  |  |                     |  |  |                      |  |
|                                  |                 | 15. Teresa Weld                                      |                                            |  |  |       |  |  |                     |  |  |                      |  |